# 776 Berbericia
Berbericia (asteroide 776) é um asteroide da cintura principal com um diâmetro de 151,17 quilómetros, a 2,46291177 UA. Possui uma excentricidade de 0,16086041 e um período orbital de 1 836,58 dias (5,03 anos).
Berbericia tem uma velocidade orbital média de 17,38542954 km/s e uma inclinação de 18,2457021º.
Esse asteroide foi descoberto em 24 de Janeiro de 1914 por Adam Massinger.